# Peter Christophersson Frantzwagner
Peter Christophersson Frantzwagner, född omkring 1675, död 15 oktober 1756 i Västra Sallerups socken, var en kringresande romsk borgare som är stamfader till ett stort antal resandesläkter i Sverige. Den ideella organisationen Frantzwagner Sällskapet är uppkallad efter honom, och stiftades 2013 av ättlingar till denne. Syftet är att bevara det språkliga och kulturella arvet för romanifolket.
Den beryktade brottslingen Johan "Svarte Petter" Holmström var ättling i rakt nedstigande led från Frantzwagner.

## Biografi

### Bakgrund
Släkten Frantzwagner omnämns i de skriftliga källorna i Malmö rådhusrätts dombok redan den 14 januari 1662. Ett stort följe hade gripits och införpassats för vidare förhör med anledning av att Malmö stad ville få mera information om dessa ”tartarer”. Anföraren angavs vara en Peter Frantzwagner, möjligen morfar till Peter Christophersson Frantzwagner. Denne Peter sades vara född i Rostock i Tyskland, och kommit till Sverige via Danmark från Bremen och Holland. Han berättar vidare att han varit gift med en ”Tattersche” kvinna som dött för några år sedan och därefter gift om sig med en holländsk kvinna som sedermera avlidit på Själland. Det framkom i förhöret att han hade flera barn, en vuxen son vid namn Mårten Pettersson som för stunden var gift med en ”tattersche” hustru samt en dotter och "ett spädbarn".
Peter Christophersson Frantzwagner invandrade till Sverige via Danmark i slutet av 1600-talet. Han uppgavs vara född i Åby i Skårup sogn i Danmark. Han var med stor sannolikhet son till borgaren Christopher Jacobsson som omnämns i en förteckning som "Zieugener", tillsammans med nio andra romska män i Vimmerby. Denna förteckning kan vara den tidigaste registrering av romer i Sverige. Fadern uppgavs inför rätten i Vimmerby vara född vid Frederiksborgs slott på Själland och varit i dansk militärtjänst, vilket ett avskedspass daterat Köpenhamn den 7 juli 1701 påvisar.
Frantzwagners båda syskon Abraham Rolin och Anna Maria Kristoffersdotter ställdes inför rätta då de misstänktes för att sälja en stulen silverbägare vid Hindermässomarknaden i Örebro 1747. I rättsprotokollet beskrivs att samtliga i följet "sett slarviga ut" och att Abraham hade "mörkt hår och skägg och ögonbryn samt svart hy".

### Borgare i Falkenberg
Frantzwagner återfinns i Falkenberg 1699 tillsammans med romen Petter Laphore, som uppges vara född i Picardie i Frankrike. De båda antogs som borgare i staden den 7 februari 1700. När sonen Petter föddes 1699 i Västra Derome, Ås kallades han för "Borgaren uthi Falkenberg". I mantalslängder kallas han även för Petter Jacobsson och Petter Christensson. Frantzwagner satt frihetsberövad i Göteborg 1711 då han tillsammans med flera andra "tartarer" genomgick en omfattande rannsakning. I detta sällskap ingick även den romska spåkvinnan Anna Maria Adamsdotter med familj. Hans följeslagare Petter Laphore anmärks som "afskedad solldat och bortweeken" i 1714 mantalslängd. Frantzwagner står skriven i Falkenberg fram till år 1721, då det framkommer att han flyttat till Skåne där han tagit värvning som militärmusiker (hautboist).

### Rannsakning i Malmö 1734
Frantzwagner omnämns vid en rannsakning i Malmö 1734 när sönerna Hindrich Pettersson Holm, Zacharias Pettersson Klosterman och Christian Pettersson blir förhörda. Zacharias berättar att fadern tjänstgjort vid Aschebergs regemente och att han varit borgare i Falkenberg. De nämner även att deras farfar föddes på Kurland och varit pukslagare.

### Mordbranden i Södra Vallåkra 1764
Åtta år efter Frantzwagner avlidit förekommer hans son Anders Holmström (c.1721–1785) med fru och barn i en rannsakning gällande mordbrand i Södra Vallåkra, Glumslövs socken, utanför Landskrona 1 april 1764. Anders beskrivs som ledare för detta sällskap och hade strukit omkring och tiggt mat, brännvin och husrum för natten. Vittnesuppgifter vid Rönnerbergs ting berättar att följet varit hotfulla mot allmogen som nekade dem husrum. Till slut lyckades de få övernattning i frälsebonden Petter Anderssons loge. Bonden krävde skötsamhet i utbyte. Tre stycken ur sällskapet fick sovplats vid granngården hos Jöns Jönsson. När sällskapet skulle resa vidare påföljande morgon, stod hela logen i lågor och kort tid senare var allt nerbränt till grunden.
Omgående väcktes misstankar och beskyllningar att ”tartarföljet” med uppsåt tänt eld på gården. Bara några dagar senare greps ”tartarerna” av befallningsmannen Börje Hammar då de nu var efterlysta. De fördes till Landskrona fästning i väntan på rannsakning. Huvudmisstänkt var Axel Ekeroth, barnbarn till Frantzwagner. Ingen dömdes för mordbranden, detta till trots att såväl rätten som länsman sade sig vara ”alldeles öfvertygad Ekeroth hafwa satt eld på frälsehemmanet Södra Wallåkra 2/3.” I domstolsprotokollet nämns en fras på romani. Flera ur sällskapet enades om att ange samma historia om hur elden uppkommit och genom inbördes ed på deras "Tartarespråk och så kallade Skåjare Benning: Bengan der Lingero Truppo: vilket skall betyda Fanen i deras hjärta och kropp.
Anders Holmström och sonen Axel Ekeroth och Kristoffer Sandberg fortsattes hållas frihetsberövade vid Landskrona fästning då de närmare skulle rannsakas för häststöld vid Ingelstads härad i sydöstra Skåne. Anders lyckades rymma från fästningen i september 1764, varför endast Axel och Kristoffer vidaresändes till Ingelstad för att förhöras om häststölden. Rönnebergs häradsrätt avkunnade sin dom i december 1764. Axel och Kristoffer dömdes till maximalt spöstraff, två timmar i halsjärn och uppenbar kyrkoplikt. Kristoffer avled på Landskrona fästning i februari 1765 och undkom därför straffet.
Inrikes tidningar publicerade en artikel 1764 och kallade de misstänkta för "tartarer" och "ziguener". Branden omtalades fortsatt i tidningarna flera år efter dådet. I Lunds Weckoblad 1775 skriver ett ögonvittne som närvarade vid torget i Landskrona, när ett följe "zigenare", fler än trettio personer, blev införda till stadens fästning. Detta väckte stor uppståndelse  och många människor hade sökt sig till torget för att få sig en skymt av de misstänkta.
Den kulturhistoriska författaren Johan Christopher Georg Barfod nämner 1791 att sällskapet vid tiden för branden kallades Lille Peters följe "efter en deras ålderman", vilket åsyftar Anders Holmströms far Peter Christophersson Frantzwagner. Branden har i modern tid skildrats i Urban Lindqvists bok Han kan ju icke med hustru och barn krypa under jorden. Resandeliv i 1700-talets Sverige (2022).

### Släktnamn
Släktnamnet antas ha koppling till den tyska orten Frenswegen, med Frenswegens kloster i centrum, beläget fyra kilometer sydost om Nordhorn nära gränsen till Nederländerna. Släktnamnet återfinns med diverse stavningsvarianter i de skriftliga källorna Franswegen, Franzwegen, Franzwägen och Falsvägn.